# Gregorio Álvarez
Gregorio Conrado Álvarez Armelino (* 26. November 1925 in Montevideo; † 28. Dezember 2016 ebenda) war ein uruguayischer General und Politiker. Von 1981 bis 1985 war er während der Militärdiktatur als Präsident Staatsoberhaupt und Regierungschef Uruguays.

## Leben
Gregorio Álvarez stammte aus einer Militärfamilie; sein Vater, sein Großvater und ein Onkel waren Generäle der uruguayischen Armee. 1940 trat als 14-Jähriger in die Militärakademie ein. Seit seiner Beförderung zum General 1971 leitete Álvarez den Kampf gegen die linke Guerillabewegung Tupamaros. Er war einer der Offiziere, die den Militärputsch am 27. Juni 1973 planten. Nach dem Staatsstreich übernahm ein „Nationaler Sicherheitsrat“ (Consejo de Seguridad Nacional) die Macht, dem Álvarez als Generalsekretär vorstand. In einem Referendum 1980 wurde eine von den Militärs vorgeschlagene Verfassungsreform, die ihnen weitere Macht bringen sollte, abgelehnt – und so der Wille der Mehrheit der Bevölkerung für die Rückkehr zur Demokratie deutlich. Das Militär bereitete nun ein Programm vor, die Macht an eine Zivilregierung zurückzugeben.
Die schon seit vier Jahren für 1981 in Aussicht gestellten Wahlen fanden nicht statt. Álvarez ließ sich vom „Rat der Nation“ als Nachfolger von Aparicio Méndez mit Wirkung vom 1. September 1981 zum Präsidenten ernennen. Er galt eigentlich als (für uruguayische Verhältnisse seiner Zeit) „liberal“ und als Marktwirtschaftler, führte aber die Militärdiktatur weiter. Kleine Lockerungen – wie das Wiederzulassen von Parteien 1982 – halfen nicht: Die wirtschaftlichen und sozialen Probleme Uruguays verbesserten sich nicht. Dadurch verlor Álvarez an Unterstützung, auch bei der Mehrheit der Militärs. Seit Mitte 1983 gab es immer wieder Großdemonstrationen. Im Januar 1984 riefen die Gewerkschaften zur bis dahin größten Protestaktion gegen die Militärherrschaft: einen 24-stündigen Generalstreik. Álvarez reagierte zunächst mit Gewerkschaftsverboten und Nachrichtenzensur, stimmte aber letztlich zu, dass im November 1984 zum ersten Mal seit 1971 freie Wahlen stattfinden konnten. In diesen setzte sich Julio María Sanguinetti von der Partido Colorado durch. Álvarez trat am 12. Februar 1985 zurück; bis zum Amtsantritt Sanguinettis am 1. März war der Präsident des Obersten Gerichtshofes, Rafael Addiego Bruno, Interimspräsident von Uruguay. Mit der Amtsübernahme durch Sanguinetti endeten zwölf Jahre Militärdiktatur.
Im August 2005 kündigten Anwälte uruguayischer Menschenrechtsorganisationen an, sie wollten versuchen, militärische und zivile Verantwortliche der Militärdiktatur anzuklagen. Im Zentrum des Prozesses solle Ex-Präsident Álvarez stehen. Der international anerkannte Straftatbestand „Verbrechen gegen die Menschlichkeit“ solle dabei verhandelt werden. Im Mai 2006 war Álvarez einer von zehn ehemaligen Generalen, die offiziell „für die Taten, die ihre Untergebenen in der Zeit des Kampfes gegen die Subversion begangen haben“ die Verantwortung übernahmen. In einem offenen Brief betonten die zehn, dass „alle Militärs auf ihren Befehl hin gehandelt“ hätten und stellen diesen „Kampf“ als „Erfüllung der Dienstpflicht“ dar.
Im Oktober 2009 wurde Álvarez in Bezug auf 37 Morde während seiner Zeit als Armeechef bzw. in seiner Regierungszeit schuldig gesprochen und zu einer Haftstrafe von 25 Jahren verurteilt.
Álvarez war im Gefängnis Domingo Arena untergebracht. Er starb am 28. Dezember 2016 im Alter von 91 an den Folgen von Herzproblemen.